# Adam Willis
Adam Willis (Contea di Sampson, ...) è uno scenografo statunitense, candidato al Premio Oscar alla miglior scenografia per Killers of the Flower Moon.

## Biografia
Adam Willis ha iniziato a lavorare come scenografo per produzioni cinematografiche nel 2005 con Altared, Loggerheads, Southern Belles e The Pigs. Successivamente ha iniziato a collaborare con i registi Ramin Bahrani, in Goodbye Solo e A qualsiasi prezzo, Jeff Nichols, in Take Shelter, Midnight Special - Fuga nella notte e Loving - L'amore deve nascere libero, e Ti West, in The Sacrament e Nella valle della violenza. Nel 2024 è stato candidato al Premio Oscar alla miglior scenografia per Killers of the Flower Moon di Martin Scorsese.

## Filmografia

### Cinema
- Altared, regia di Kara McGee (2005)
- Loggerheads, regia di Tim Kirkman (2005)
- Southern Belles, regia di Paul Myers e Brennan Shroff (2005)
- The Pigs, regia di Onur Tukel (2005)
- Forgiven, regia di Paul Fitzgerald (2006)
- Two Tickets to Paradise, regia di D. B. Sweeney (2006)
- Find Love, regia di Erica Dunton (2006)
- Dead Heist, regia di Bo Webb (2007)
- The 27 Club, regia di Erica Dunton (2008)
- Goodbye Solo', regia di Ramin Bahrani (2008)
- There's a Stranger in My House, regia di Clifton Powell (2009)
- Just Another Day, regia di Peter Spirer (2009)
- Splinterheads, regia di Brant Sersen (2009)
- Un microfono per due (The Marc Pease Experience), regia di Todd Louiso (2009)
- Bloodworth – Province della notte (Bloodworth), regia di Shane Dax Taylor (2010)
- Wreckage, regia di John Asher (2010)
- Take Shelter, regia di Jeff Nichols (2011)
- Hick, regia di Derick Martini (2011)
- Angry White Man, regia di Brian James O'Connell (2011)
- Viaggio nell'isola misteriosa (Journey 2: The Mysterious Island), regia di Brad Peyton (2012)
- The Bay, regia di Barry Levinson (2012)
- A qualsiasi prezzo (At Any Price), regia di Ramin Bahrani (2012)
- Spring Breakers - Una vacanza da sballo (Spring Breakers), regia di Harmony Korine (2012)
- Senza santi in paradiso (Ain't Them Bodies Saints), regia di David Lowery (2013)
- The Sacrament, regia di Ti West (2013)
- The Last of Robin Hood, regia di Richard Glatzer e Wash Westmoreland (2013)
- Camp X-Ray, regia di Peter Sattler (2014)
- Accidental Love, regia di David O. Russell (2015)
- Midnight Special - Fuga nella notte (Midnight Special), regia di Jeff Nichols (2016)
- Nella valle della violenza (In a Valley of Violence), regia di Ti West (2016)
- Loving - L'amore deve nascere libero (Loving), regia di Jeff Nichols (2016)
- The Neon Demon', regia di Nicolas Winding Refn (2016)
- Il drago invisibile (Pete's Dragon), regia di David Lowery (2016)
- Storia di un fantasma (A Ghost Story), regia di David Lowery (2017)
- Il sacrificio del cervo sacro (The Killing of a Sacred Deer), regia di Yorgos Lanthimos (2017)
- Tonya (I, Tonya), regia di Craig Gillespie (2017)
- Boy Erased - Vite cancellate (Boy Erased), regia di Joel Edgerton (2018)
- Wounds, regia di Babak Anvari (2019)
- Beach Bum - Una vita in fumo (The Beach Bum), regia di Harmony Korine (2019)
- Storia di un matrimonio (Marriage Story), regia di Noah Baumbach (2019)
- Waves - Le onde della vita (Waves), regia di Trey Edward Shults (2019)
- Cherry - Innocenza perduta (Cherry), regia di Anthony e Joe Russo (2021)
- Causeway, regia di Lila Neugebauer (2022)
- Killers of the Flower Moon, regia di Martin Scorsese (2023)
- Oppenheimer, regia di Christopher Nolan (2023)
- The Bikeriders, regia di Jeff Nichols (2023)
- Aggro Dr1ft, regia di Harmony Korine (2023)
- Baby Invasion, regia di Harmony Korine (2024)

### Televisione
- Independent Lens - serie TV, episodio 11x28 (2010)
- Eastbound & Down - serie TV (2009)
- Euphoria - serie TV, 7 episodi (2019)

### Cortometraggi
- The Lost Cause, regia di Jim Taylor (2004)
- Plastic Bag, regia di Ramin Bahrani (2009)
- Lemonade War, regia di Ramin Bahrani (2014)

### Videoclip
- Dark Necessities - Red Hot Chili Peppers (2016)

## Riconoscimenti
- Premio Oscar
  - 2024 - Candidatura alla miglior scenografia per Killers of the Flower Moon
- Premio BAFTA
  - 2024 - Candidatura alla miglior scenografia per Killers of the Flower Moon
- Critics' Choice Awards
  - 2024 - Candidatura alla miglior scenografia per Killers of the Flower Moon